# 阮种
阮種（?—?），字德猷，西晉陳留尉氏人，漢朝侍中阮胥卿八世孫。年少時被嵇康所敬重。阮種經過察孝廉後，擔任公府掾。當時禿髮樹機能進攻涼州，晉朝國內又災異屢見，餓殍遍野，內憂外患之際晉武帝下詔三公、州牧和太守等推舉賢良方正直言之士。太保何曾推舉阮種為賢良。晉武帝策問受舉之士，阮種的回答讓晉武帝非常滿意，選拔他為第一，並升遷他為中書郎。
阮種後來外任為平原相，並在任內去世。阮種的作品被後人收集為《阮种集》二卷，目录一卷。

## 延伸阅读
[在维基数据编辑]
 《晉書/卷052》，出自房玄齡《晉書》